# Csillag Patrik műsora
A Csillag Patrik műsora (eredeti cím: The Patrick Star Show) 2021-ben bemutatott amerikai animációs vígjátéksorozat, amelyet Luke Brookshier, Marc Ceccarelli, Andrew Goodman, Kaz, Mr. Lawrence és  Vincent Waller készítettek. A SpongyaBob Kockanadrág második spin-offja. A történet Csillag Patrik és a családja köré épül. A sorozatot Amerikában 2021. július 9-én, míg Magyarországon 2022. május 13-án a Nickelodeon és a Nicktoons mutatta be.

## Cselekmény
Csillag Patrik saját talk show-t kap és azt vezeti, ebben segítségére van a családja is.

## Szereplők

### Főszereplők
| Szereplő         | Eredeti hang      | Magyar hang                             | Leírás                                              |
| ---------------- | ----------------- | --------------------------------------- | --------------------------------------------------- |
| Csillag Patrik   | Bill Fagerbakke   | Bognár Tamás Bercsényi Péter (énekhang) | A Csillag Patrik Show házigazdája.                  |
| Csillag Cecil    | Tom Wilson        | Berzsenyi Zoltán                        | Patrik apja.                                        |
| Csillag Anyuszi  | Cree Summer       | Sági Tímea                              | Patrik anyja.                                       |
| Tintás nagyi     | Cree Summer       | Farkas Zita                             | A Csillag család szomszédja, Tunyacsáp nagyanyja.   |
| Csillag Szépia   | Jill Talley       | Dobó Enikő                              | Egy tintahal, aki Patrik örökbefogadott húga.       |
| Csillag Nagypati | Dana Snyder       | Szokol Péter                            | Patrik nagyapja.                                    |
| Süni             | Tom Kenny         | eredeti hang                            | A Csillag család házi kedvence, aki egy tengerisün. |
| Büdi             | Dee Bradley Baker | eredeti hang                            | Egy érző WC, a Csillag család másik házi kedvence.  |

### Mellékszereplők
| Szereplő               | Eredeti hang     | Magyar hang                                             |
| ---------------------- | ---------------- | ------------------------------------------------------- |
| Spongyabob Kockanadrág | Tom Kenny        | Baráth István                                           |
| Csigusz                | Tom Kenny        | Hamvas Dániel                                           |
| Tintás Tunyacsáp       | Rodger Bumpass   | Dolmány Attila                                          |
| Szandi Csovi           | Carolyn Lawrence | Kisfalvi Krisztina                                      |
| Rák úr                 | Clancy Brown     | Petridisz Hrisztosz                                     |
| Pearl Krabs            | Lori Alan        | Pap Katalin                                             |
| Plankton               | Mr. Lawrence     | Németh Gábor (1.hang, 3.hang) Galbenisz Tomasz (2.hang) |
| Puff asszony           | Mary Jo Catlett  | Halász Aranka                                           |

### Magyar változat
- Főcím: Horváth Vilmos Zoltán
- Felolvasó: Bordi András
- Magyar szöveg: Kövesdi Miklós Gábor
- Dalszöveg: Weichinger Kálmán
- Hangmérnök és vágó: Horváth Zoltán
- Gyártásvezető: Lajtai Erzsébet
- Zenei rendező: Weichinger Kálmán, Tornóczky Ferenc
- Szinkronrendező: Wessely-Simonyi Réka
- Produkciós vezető: Kendi Réka
- További magyar hangok: Pál Tamás (Larry), Gardi Tamás (Samu), Kassai Károly (Bubi), Majorfalvi Bálint, Horváth Vilmos Zoltán, Sörös Miklós, Kisfalusi Lehel, Kajtár Róbert, Csuha Lajos, Juhász Zoltán, Barabás Kiss Zoltán (FitzPatrik)

## Epizódok
| Évad | Évad | Epizódok | Eredeti sugárzás  | Eredeti sugárzás   | Magyar premier a -on | Magyar premier a -on | Magyar premier a -on | Magyar premier a -on |
| Évad | Évad | Epizódok | Évadpremier       | Évadfinálé         | Évadpremier          | Évadfinálé           | Évadpremier          | Évadfinálé           |
| ---- | ---- | -------- | ----------------- | ------------------ | -------------------- | -------------------- | -------------------- | -------------------- |
|      | 1    | 26 (50)  | 2021. július 9.   | 2023. július 25.   | 2022. május 13.      | 2023. november 17.   | 2022. május 13.      | 2024. január 19.     |
|      | 2    | 13 (26)  | 2023. július 26.  | 2024. július 25.   | 2024. március 11.    | 2024. október 2.     | 2024. május 13.      | 2025. január 31.     |
|      | 3    | 13 (23)  | 2024. július 29.  | 2024. december 24. | 2024. október 3.     | TBA                  | 2025. február 10.    | 2025. június 6.      |
|      | 4    | 13 (?)   | 2025. március 21. | TBA                | 2025. június 30.     | TBA                  | 2025. szeptember 22. | TBA                  |

## Gyártás
2020 augusztusában bejelentették, hogy a Spongyabob Kockanadrág megkapja második spin-off sorozatát (az első a Korall tábor: SpongyaBob alsós évek), és hogy az új sorozat középpontjában Csillag Patrik fog állni. 2021 márciusában a Nickelodeon berendelt 13 epizódot, a sorozat pedig 2021 nyarán debütált. Az év május 31-én bejelentették, hogy júliusban mutatják be a sorozatot, ekkor jelent meg az első előzetes is. A sorozatot 2021. július 9-én mutatták be, amit 2021 június 17.-én jelentettek be.